# Luigi Ferdinando Marsigli
Luigi Ferdinando Marsigli (Bolonha, 10 de julho de 1658 – Bolonha, 1 de novembro de 1730), conde de Marsigli, foi um cientista e militar italiano dos fins do século XVII, que foi também geógrafo, naturalista, geólogo e botânico. Foi pioneiro da oceanografia.

## Biografia
Nascido em Bolonha, ele era membro de uma antiga família patrícia e foi educado de acordo com sua nobre posição social. Ele complementou sua leitura estudando matemática, anatomia e história natural, ajudado pelos melhores tutores bolonheses e aprimorado por suas observações pessoais. Após um curso de estudos científicos em sua cidade natal, ele viajou pela Ásia Menor coletando dados sobre a organização militar do Império Otomano, bem como sobre sua história natural.
Em seu retorno, entrou ao serviço do Imperador Leopold (1682) e lutou com distinção contra os turcos, pelos quais foi ferido e capturado em uma ação no rio Rába; vendido a um paxá que o conheceu após a Batalha de Viena, sua libertação foi garantida em 1684. Ele retornou ao Exército Imperial implantando suas habilidades como engenheiro militar talentoso. Marsigli contribuiu para o cerco de Buda em 1686 e nos anos seguintes nas operações militares da guerra de libertação contra os turcos.
Após o Tratado de Karlowitz, ele foi contratado para liderar a comissão de demarcação da fronteira dos Habsburgos. Marsigli mapeou a fronteira Habsburgo-Otomano com 850 km de extensão no antigo Reino da Hungria (hoje incluindo Croácia, Sérvia e Romênia). Durante os vinte anos que passou na Hungria, ele coletou informações científicas, espécimes, antiguidades, fez medições e observações para seu trabalho no Danúbio. Ele foi assistido pelo Dr. Johann Christoph Müller, que preparou manuscritos para impressão e encomendou os gravadores em sua cidade natal, Nuremberg. A amostra do trabalho, Prodromus, foi publicado em 1700 e o grande trabalho era esperado para 1704. Sua bolsa foi bem recebida na Inglaterra, e foi eleito para a Royal Society em novembro de 1691. Desenho de uma garça-real cinzenta, segundo Raimondo Manzini, publicado em Danubius Pannonico-Mysicus, vol. 5.
Durante a Guerra da Sucessão Espanhola, Marsigli era o segundo no comando do Conde Johann Philipp d'Arco na fortaleza Imperial de Breisach no Reno, que foi entregue em 1703. O Conde d'Arco foi decapitado porque foi considerado culpado de capitulação antes necessário, enquanto Marsigli foi despojado de seus títulos e honras pelo Sacro Imperador Romano, e sua espada de cavalaria foi quebrada sobre ele. Seus apelos ao imperador foram em vão, mas a opinião pública, no entanto, absolveu-o mais tarde da acusação de negligência ou ignorância.
Depois de deixar o exército dos Habsburgos, ele fez viagens para a Suíça e depois para a França, passando um tempo considerável em Marselha fazendo estudos sobre a natureza do mar. Ele desenhou planos, fez observações astronômicas, mediu a velocidade e o tamanho dos rios, estudou os produtos, as minas, os pássaros, peixes e fósseis de cada terra que visitou, e também coletou espécimes de todos os tipos, instrumentos, modelos, antiguidades, etc. Finalmente, ele retornou a Bolonha e apresentou toda a sua coleção ao Senado da Universidade de Bolonha em 1712. Lá, ele fundou o seu "Instituto de Ciências e Artes", que foi formalmente inaugurada em 1715. Seis professores foram encarregados das diferentes divisões do Instituto. Mais tarde, ele estabeleceu uma gráfica equipada com os melhores conjuntos de tipos para latim, grego, hebraico e árabe encarregado aos dominicanos sob o patrocínio de Tomás de Aquino.
Sua principal obra sobre o Danúbio foi publicada, após 20 anos de atraso, em 1726 em Amsterdã e Haia. Os mapas da obra foram publicados como um atlas em 1744. Seu tratado dos oceanos, publicado em 1725, torna Marsigli considerado o pai fundador da oceanografia moderna.
Em 1727, ele acrescentou às suas outras coleções materiais das Índias Orientais que coletou na Inglaterra e na Holanda. Uma procissão formal do Instituto que ele fundou foi estabelecida para acontecer a cada vinte e cinco anos na festa da Anunciação. Em 1715 ele foi nomeado um associado estrangeiro da Academia de Ciências de Paris; ele também foi membro da Royal Society of London, e de Montpellier.

## Trabalhos
Uma lista de suas obras, mais de vinte, é fornecida nas Memórias de Jean-Pierre Nicéron. Suas principais obras são as seguintes: Osservazioni interne al Bosforo Tracio (Roma, 1681); Histoire physique de la mer, traduzido por Leclerc (Amsterdam, 1725); Danubius Pannonico-Mysicus, obra ricamente ilustrada em seis volumes contendo muitas informações históricas e científicas valiosas sobre o rio Danúbio, (6 vols., Haia, 1726); e L'Etat militaire de l'empire Otoman (Amsterdam, 1732).